# Sylvain Salnave
Sylvain Salnave, né le 7 février 1826 au Cap-Haïtien et mort en 15 janvier 1870 à Port-au-Prince. Salnave reçut le titre de président de la république d'Haïti alors qu'en réalité il gouverna le pays du 14 juin 1867 au 15 janvier 1870. Son attitude dictatoriale entraîne le pays dans la guerre civile entre les républicains de Nissage Saget et les partisans de Salnave dit les « salnavistes ». 

## Biographie

### La marche vers le pouvoir
Fils de Sylvestre Salnave et de Fillette Ragonse, un couple mulâtre et métis, il reçut une instruction bourgeoise. Il s'engage dans l'armée en 1850. Capitaine de cavalerie, il se rallie dans un premier temps à Fabre Geffrard qui vient de renverser Faustin Soulouque et de devenir président à vie avec droit de succession. Mais déçu par la politique de Geffrard, il organise en 1865 un soulèvement au Cap-Haïtien. Allié des Anglais, Geffrard donne alors l'ordre de bombarder la ville et Salnave doit partir en exil en République dominicaine. Il poursuit néanmoins ses tentatives d'insurrection. Geffrard finit par abdiquer en 1867. Salnave entre alors en triomphateur à Port-au-Prince et renverse le 4 mai 1867, l'héritier présumé de Geffrard, Nissage Saget. Après avoir partagé le pouvoir au sein d'un triumvirat pendant trois mois, est nommé protecteur de la république du 3 mai 1867 au 16 juin 1867 et il devient seul président de la république d'Haïti le 16 juin 1867. Sa dictature débute. 

### La dictaturesalnaviste

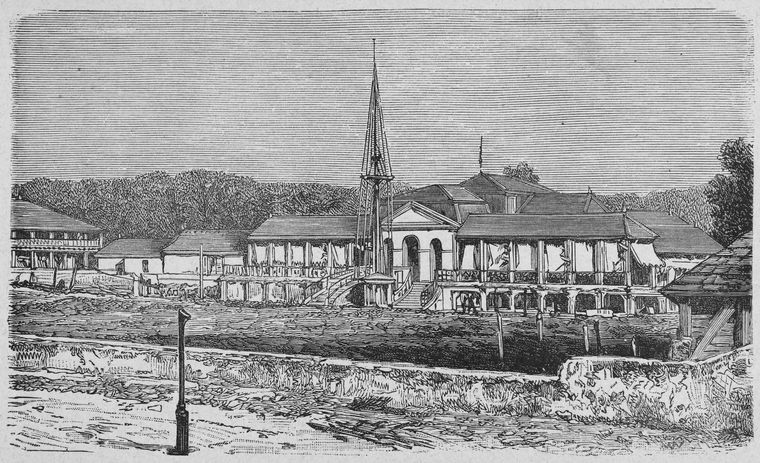
Le Palais national incendié par Salnave en 1868.

Décrit comme un anti-bourgeois par les manuels d'histoire haïtiens, Salnave mène une politique sévère à l'égard des possédants, leur imposant des taxes destinées à améliorer le sort de la population et demandant aux commerçants de faire baisser les prix des produits de première nécessité. La bourgeoisie se révolte. Salnave ordonne alors de construire des magasins d'État, qui existent encore de nos jours. Cet acte le fait considérer comme le premier dirigeant socialiste des Caraïbes. Il engagea aussi de grandes dépenses pour moderniser la flotte militaire, ce qui contribua à affaiblir l'économie du pays et à appauvrir la population. Menée par les rivaux de Salnave, parmi lesquels Nissage Saget, la rébellion se poursuit contre la dicature. En 1868, elle s'étend au Nord et au Sud de l'île. Salnave tente d'écraser l'insurrection mais doit reculer avant de se retrancher à Port-au-Prince. Les rebelles assiègent la ville puis la bombardent notamment à l'aide de « La Terreur », un navire de la marine de guerre haïtienne tombé entre leurs mains. Lors de ce bombardement le palais présidentiel fut détruit. Le 19 décembre 1869, Salnave réussit à s'échapper avec un bataillon de mille hommes en direction de Pétionville. Il décide ensuite de gagner la République dominicaine pour obtenir l'aide du président Buenaventura Báez. Mais il est capturé par le général Cabral le 10 janvier 1870 et livré à Saget. De retour à Port-au-Prince, Salnave est jugé par une cour martiale pour massacres et trahison, puis condamné à mort. Il est exécuté sur le champ, le 15 janvier 1870. Nissage Saget lui succède.